# Berbah
Berbah ist ein Distrikt (Kecamatan) im Regierungsbezirk (Kabupaten) Sleman der Sonderregion Yogyakarta im Süden der Insel Java. Der Kecamatan liegt im Südosten des Kabupaten und grenzt im Nordwesten an den Kecamatan Depok, im Norden an Kalasan, im Osten an Prambanan, im Süden an Piyungang sowie im Westen an Banguntapan, beide vom Kabupaten Bantul. Ende 2021 zählte der Distrikt 55.791 Einwohner auf 22,99 km² Fläche.

## Verwaltungsgliederung
Der Kecamatan (auch Kapanewon genannt) gliedert sich in vier ländliche Dörfer (Desa, auch Kalurahan genannt):
| PUM-Code 1    | Desa         | Fläche (km²) | Bevölkerung zur Volkszählung 2 | Bevölkerung zur Volkszählung 2 | Bevölkerung zur Volkszählung 2 | Bevölkerung zur Volkszählung 2 | Bevölkerung zur Volkszählung 2 | Bevölkerung zur Volkszählung 2 | Padu- kuhan 4 | RW/ RT 5 |
| PUM-Code 1    | Desa         | Fläche (km²) | 002000                         | 002010                         | Männer                         | Frauen                         | 2020                           | Dichte 3                       | Padu- kuhan 4 | RW/ RT 5 |
| ------------- | ------------ | ------------ | ------------------------------ | ------------------------------ | ------------------------------ | ------------------------------ | ------------------------------ | ------------------------------ | ------------- | -------- |
| 34.04.08.2001 | Sendangtirto | 5,22         | 11.835                         | 17.203                         | 9.993                          | 9.846                          | 19.839                         | 3.800,6                        | 18            | 44/98    |
| 34.04.08.2002 | Tegaltirto   | 5,72         | 8.487                          | 11.391                         | 6.708                          | 6.837                          | 13.545                         | 2.368,0                        | 14            | 34/88    |
| 34.04.08.2003 | Kalitirto    | 6,20         | 10.137                         | 12.403                         | 6.967                          | 7.302                          | 14.269                         | 2.301,5                        | 16            | 34/93    |
| 34.04.08.2004 | Jogotirto    | 5,84         | 7.765                          | 9.790                          | 5.668                          | 5.683                          | 11.351                         | 1.943,7                        | 10            | 32/79    |
| 34.04.08      | Kec. Berbah  | 22,98        | 38.224                         | 50.787                         | 29.336                         | 29.668                         | 59.004                         | 2.567,6                        | 58            | 144/358  |

- Alternative Schreibweise der Dörfer (BPS): Sendang Tirto, Tegal Tirto, Kali Tirto und Jogo Tirto.

## Demographie
Grobeinteilung der Bevölkerung nach Altersgruppen (zum Zensus 2020)
| Altersgruppen | 00Männer | 00Frauen | zusammen |
| ------------- | -------- | -------- | -------- |
| 0 – 14        | 6.692    | 6.319    | 13.011   |
| 15 – 64       | 20.454   | 20.754   | 41.208   |
| 65+           | 2.190    | 2.595    | 4.785    |
| gesamt        | 29.336   | 29.668   | 59.004   |
| anteilig (%)  |          |          |          |
| 0 – 14        | 22,81    | 21,30    | 22,05    |
| 15 – 64       | 69,72    | 69,95    | 69,84    |
| 65+           | 7,47     | 8,75     | 8,11     |

### Bevölkerungsentwicklung
In den Ergebnissen der sieben Volkszählungen seit 1961 ist folgende Entwicklung ersichtlich:
| Einheit/Jahr     | 1961         | 1971         | 1980         | 1990         | 2000         | 2010         | 2020         |
| ---------------- | ------------ | ------------ | ------------ | ------------ | ------------ | ------------ | ------------ |
| Kec. Berbah      | 25.863       | 29.301       | 32.515       | 34.849       | 38.224       | 50.787       | 59.004       |
| Anteil in %      | 5,01         | 4,98         | 4,80         | 4,47         | 4,24         | 4,65         | 5,24         |
| Kab. Sleman      | 516.653      | 588.313      | 677.323      | 780.334      | 901.377      | 1.093.110    | 1.125.804    |
| Sonderregion DIY | 00 2.231.062 | 00 2.487.177 | 00 2.750.025 | 00 2.912.611 | 00 3.120.478 | 00 3.457.491 | 00 3.66.8719 |